# Langenegg
Langenegg is een gemeente in de Oostenrijkse deelstaat Vorarlberg, gelegen in het district Bregenz (B). De gemeente heeft ongeveer 1100 inwoners.

## Geografie
Langenegg ligt in het Bregenzerwald in het westen van het land. Het heeft een oppervlakte van 10,47 km², daarvan is 38,6% bebost en 54,6% wordt landbouwkundig gebruikt. Geografisch gezien vormt de gemeente een "lange hoek", vandaar de naam Langenegg (Duits: Egg ≈ Eck(e) = hoek).

## Geschiedenis
De Habsburgers regeerden de Vorarlbergse dorpen afwisselend vanuit Tirol en Voor-Oostenrijk (Freiburg im Breisgau). Van 1805 tot 1814 hoorde het dorp bij Beieren, dan weer bij Oostenrijk. Sinds de stichting van de deelstaat (toen "Kroonland") Vorarlberg in 1861 hoort het bij deze deelstaat. Langenegg was van 1945 tot 1955 deel van de Franse bezettingszone.
Het wapen van de gemeente Langenegg heeft de kunstenaar en heraldicus Konrad Honold in 1969 ontworpen.

## Economie
De landbouw is van groot economisch belang in Langenegg. Er zijn 42 landbouwbedrijven, waarvan 35 melkveebedrijven zijn. Jaarlijks worden 2,6 miljoen kilogram melk in de Langenegger herdershut verwerkt. De kaasmakerij brengt jaarlijks 250 ton kaas voort. Om de melk naar de herdershut te bevorderen zijn nog drie kabelsporen in gebruik.
Tijdens de industrialisering steeg in Langenegg het aantal pendelaars die in de naburige gemeenten werken. Anders dan veel gemeentes in de regio had Langenegg namelijk geen rijke structuur wat ambachtlijke verenigingen betreft. Daarom gaf de gemeente in de laatste jaren stoot tot talrijke economische initiatieven zoals de "Talent", de Langenegger valuta die de zaak in het dorp steunt.

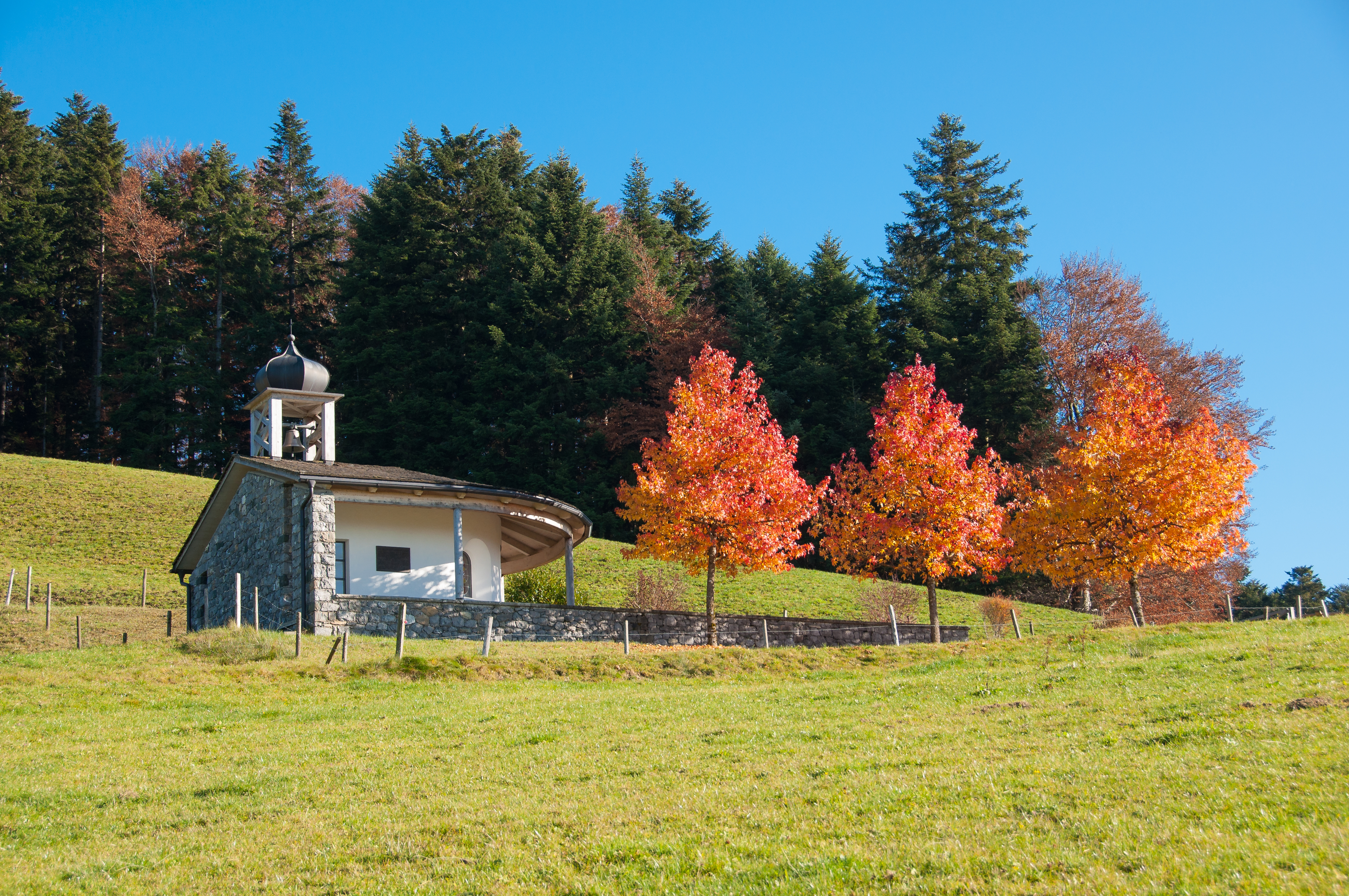
Hubertuskapel in Langenegg

## Cultuur en bezienswaardigheden
De Hubertus-kapel bij Hälisbühl werd in 1992 gebouwd.
De parochiekerk "Unserer lieben Frau" (Maria) werd in 1775 in de barokstijl gebouwd.
De Bregenzerwald Umgang ("Bregenzerwald wandeling") toont de vormgeving van 12 dorpen, waaronder Langenegg, in het Bregenzerwald. Aan de hand van het landschap, openbare gebouwen, huizen en alledaagse objecten worden wandelaars geïnformeerd over de typische Bregenzerwälder architectuurstijl door de eeuwen heen.
De Sennerei Langenegg (herdershut Langenegg) is een fusie (1978) uit drie herdershutten, die telkens in 1900, 1947 en 1952 werden gebouwd. De herdershut heeft 30 leveranciers voor melk (met ongeveer 450 koeien) en maakt deel uit van de in 1996 gestichte Käsestraße Bregenzerwald – een samenwerkingsverband van boeren, melkboeren, ambachtslieden en gastronomen in het Bregenzerwald met het doel om de kleinschalige landbouw, de diversiteit van lokale producten en de Vorarlbergse kaascultuur in stand te houden.